# Schwingankerpumpe
Die Schwingankerpumpe ist eine Pumpenform, die durch einen schwingenden Anker anstelle eines rotierenden Motors angetrieben wird. Sie ist in zwei wesentlichen Bauformen anzutreffen: Als Membranpumpe sowie als Vibrationspumpe.

## Funktionsprinzip
Als Antrieb dient eine mit Wechselspannung beaufschlagte Spule, deren Magnetfeld auf einen schwingend gelagerten Anker wirkt. Bei der Schwinganker-Membranpumpe wirkt der Anker über einen Hebel auf die Pumpen-Membran. Der Aufbau hat somit starke Ähnlichkeit mit dem einer  Wechselstrom-Klingel. Ebenso wie die Wechselstromklingel arbeitet die Schwingankerpumpe mit der Frequenz der Wechselspannung, mit der sie betrieben wird.
Bei der Vibrationspumpe ist der Anker direkt vom Fördermedium umgeben und dient gleichzeitig als Pumpenkolben.

## Eigenschaften
Wegen der wenigen bewegten Teile (kein Motor im klassischen Sinne) können Schwingmembranpumpen bei sorgfältiger Auslegung Standzeiten von über 60.000 Betriebsstunden erreichen. Die Geräuschentwicklung ist bei vielen Bauformen äußerst gering. Nachteil ist, dass nur Betrieb an Wechselstrom möglich ist. Soll eine Schwingankerpumpe mit Gleichstrom betrieben werden, so ist zwingend ein Oszillator erforderlich. Einige Bauformen haben Schwierigkeiten beim Anlaufen gegen Druck. Fördermedien sind zumeist Gase bzw. Luft, aber auch Wasser (Brunnenwasser aus Tiefbrunnen bzw. Teiche, Bachläufe usw.).
Schwingankerpumpen, die zur Effizienzsteigerung eine Eigenresonanz haben, die auf die Schwingung des Wechselstroms angepasst ist, haben den Nachteil, dass durch diese Schwingung des Gerätes ein höherer Geräuschpegel erzeugt wird.

## Bauformen und Anwendungen

### Schwingankerpumpe (Vibrationspumpe)

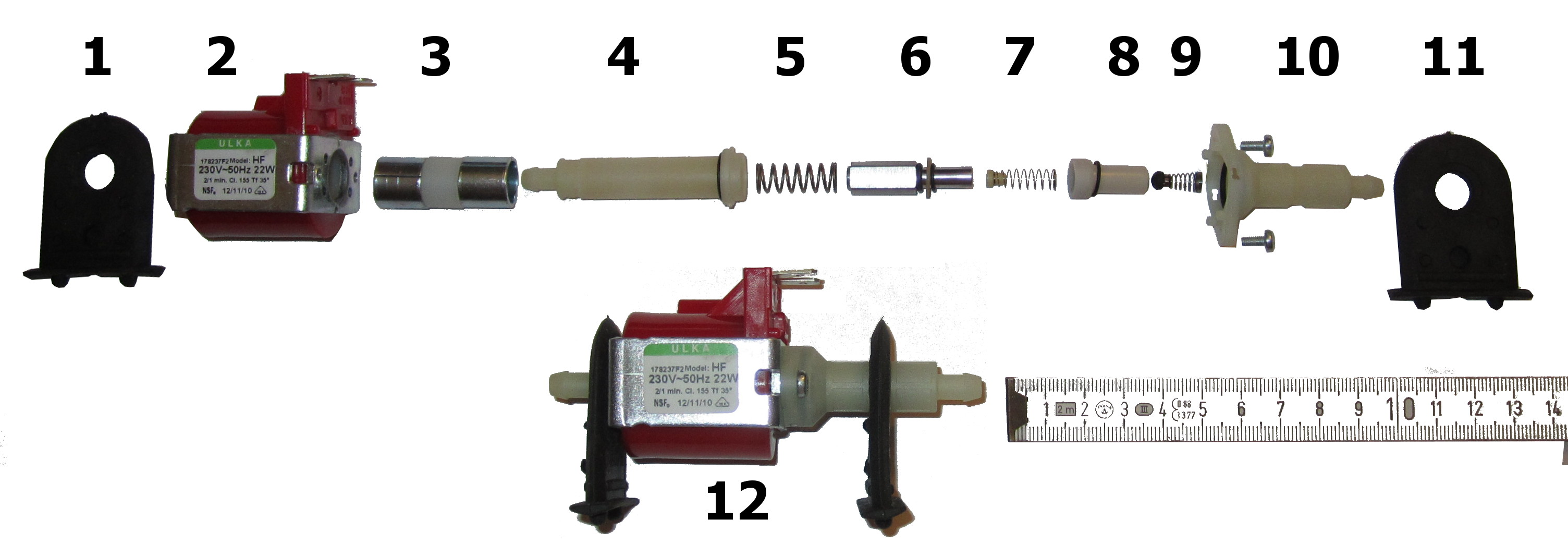
Einzelteile einer Schwingankerpumpe aus einer Kaffeemaschine

Ein wechselstrombetriebener Elektromagnet (2) erzeugt über ein Joch in einem innenliegenden Luftspalt ein oszillierendes Magnetfeld, das einen ferromagnetischen Anker (6) gegen eine Druckfeder (5) schwingen (vibrieren) lässt. Dieser Anker stellt gleichzeitig den Kolben dar, durch dessen Mittelbohrung Wasser in die Pumpkammer (8) fließen kann. Schwingt der Kolben durch die Federkraft aus dem Luftspalt des Elektromagneten heraus, verschließt ein Ventil (7) die Bohrung im Kolben und ein weiteres Ventil (9) öffnet die Pumpkammer bei ausreichendem Druck in Richtung Auslass. Wird der Kolben durch das Magnetfeld wieder in den Luftspalt gezogen, schließt das Auslassventil (9) wieder und der Zyklus beginnt von vorne. Zur Entkopplung der Umgebung von der stark vibrierenden Pumpe werden sie über Elastomerlager (1,11) gelagert.
Schwingankerpumpen werden aufgrund ihres einfachen Aufbaus in fast allen Portionskaffeemaschinen (z. B. Senseo, Nespresso oder Dolce Gusto) und vielen Haushalts-Espressomaschinen zur Erzeugung des erforderlichen Wasserdrucks zwischen 2 und 16 Bar bei Fördermengen von rund 0,2 – 1,2 l/min verwendet. Schwingankerpumpen sind häufig nicht trockenlaufgeeignet und haben häufig auch keine 100 % Einschaltdauer, an den Spulen der Elektromagneten sind daher häufig Thermoschalter oder Temperatursicherungen angebracht. Allein der Marktführer Ulka, der diesen Pumpentyp Mitte der 1970er Jahre massentauglich machte, produzierte 2003 mehr als 10 Millionen Pumpen dieses Typs.

### Schwinganker-Membranpumpe

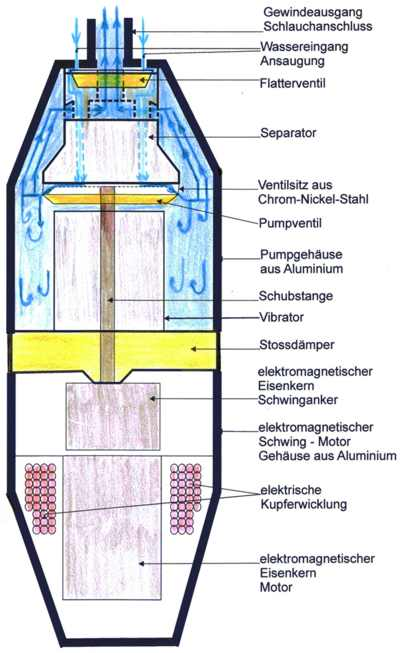
Schwingankerpumpe

Bei der klassischen Bauform der Schwingankerpumpe mit Membran liegt der Druckbereich typischerweise um die 100 mbar, in Ausnahmefällen bis circa 350 mbar bei Fördermengen meist unter 20 Litern je Minute. Sie werden als Aquariumpumpe, Teichbelüfter, aber auch in Gasanalysatoren und Abgasmessgeräten eingesetzt. Die Bauformen für Tiefbrunnen, Wasserpumpen sind an den Durchmesser der Brunnenrohre konzipiert und haben eine Fördermenge von durchschnittlich ca. 20 ltr/min bis 25 ltr/min. Die Fördermenge und die Arbeits-Förderhöhe von durchschnittlich 25 Metern bis 30 Metern hängt von der verarbeiteten Qualität ab. Das verwendete Material ist meistens aus Aluminium.
Durch Einbau eines Pumpventilsitzes aus Chrom-Nickel-Stahl, nur in den Membranpumpen eingebaut, wurde der Verschleiß auf ein Minimum reduziert.

### Linearmembranpumpe
Bei der Linearmembranpumpe wird eine Achse in einer ringförmigen Spule zum Schwingen in axialer Richtung angeregt. Dies geschieht in vorteilhafter Weise, indem auf einer unmagnetischen Achse ein Eisenring befestigt wird, welcher in einen Luftspalt schwingt. Die Membran ist an einem oder an beiden Achsenden befestigt. Die Ausführung mit zwei Membranen nennt man auch Doppelkopf-Linearpumpe. Besonders leistungsfähige Varianten arbeiten mit gegeneinander gepolten, ringförmigen Permanentmagneten auf beiden Seiten des Eisenrings.
Große Doppelkopf-Linearmembranpumpen erzielen bis zu 100 Liter Luftförderung pro Minute bei Enddrücken bis zu 600 hPa. Eingesetzt wird diese Bauform als Klärbeckenbelüfter, in der Prozesstechnik, Brennstoffzellentechnik oder zur Elektrolytumwälzung in Großbatterien. Es gibt jedoch auch Miniaturausführungen zur Förderung sehr kleiner Flüssigkeits- und Gasmengen.